# STS-5
STS-5 — пятый космический полёт МТКК «Колумбия», пятый полёт по программе «Спейс шаттл».

## Экипаж
- (НАСА): Вэнс Бранд (2) — командир;
- (НАСА): Роберт Овермайер (1) — пилот;
- (НАСА): Джозеф Аллен (1) — специалист полёта 1;
- (НАСА): Уильям Ленуар (единственный) — специалист полёта 2.

## Параметры полёта
- Вес:
  - Вес при старте: 112 088 кг
  - Вес при приземлении: 91 841 кг
  - Полезная нагрузка: 14 551 кг
- Перигей: 294 км
- Апогей: 317 км
- Наклонение: 28,5°
- Период обращения: 90,5 мин

## Описание полёта
Первый в мире экипаж из 4 человек. В ходе полёта с борта «Колумбии» запущены американский спутник SBS-3 (11 ноября) и канадский спутник Anik-C3 (12 ноября).

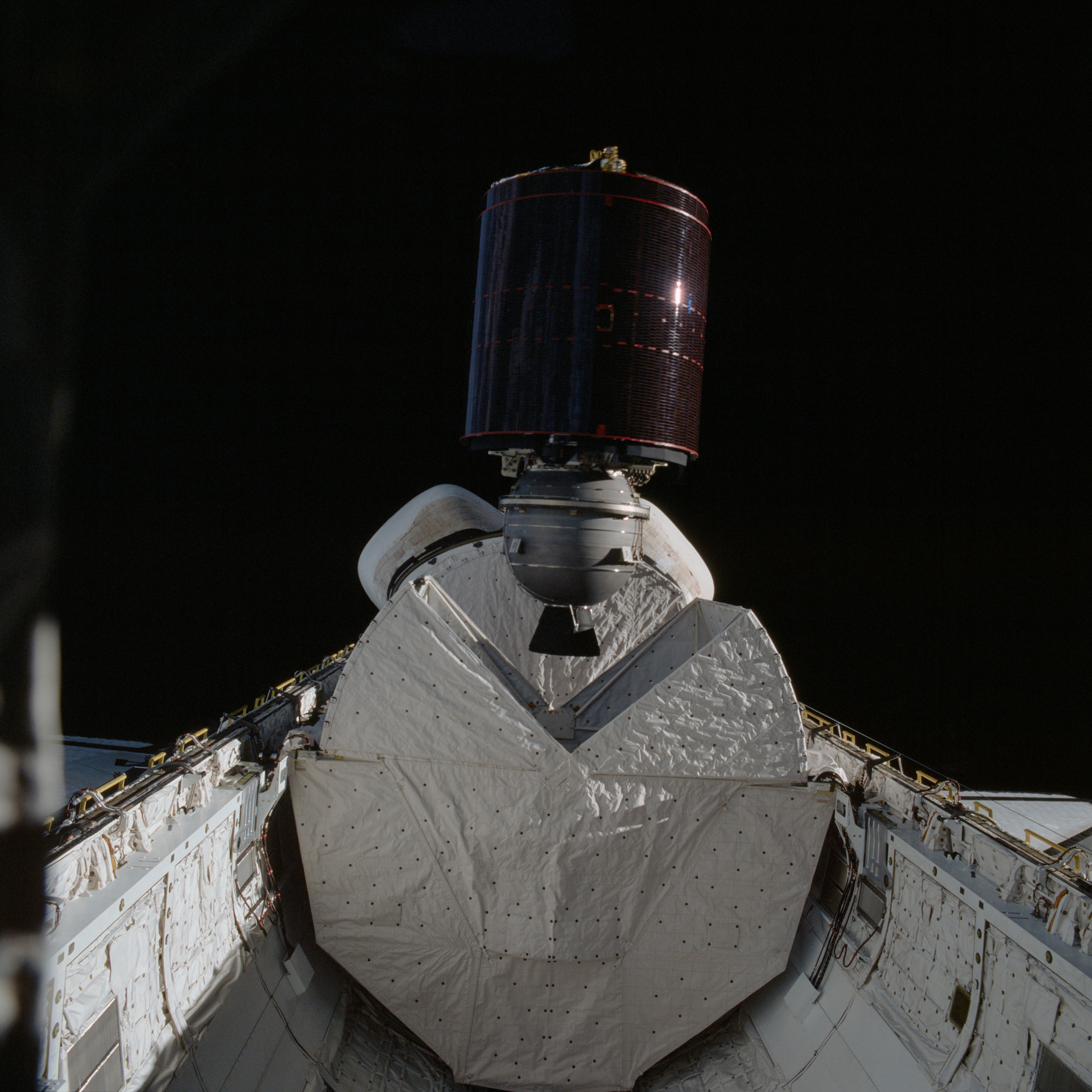
SBS-3 с разгонной ступенью PAM-D
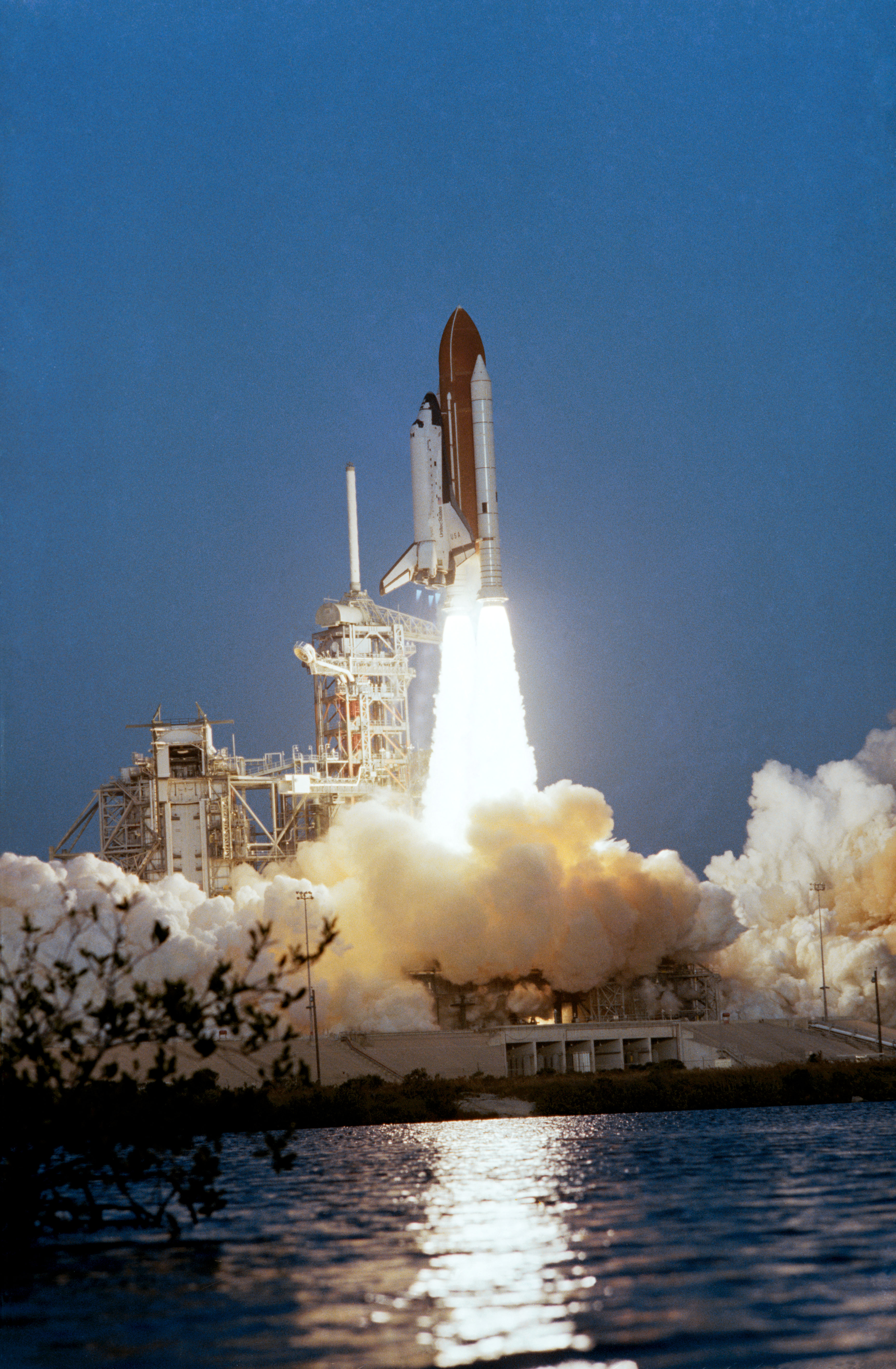
Запуск STS-5
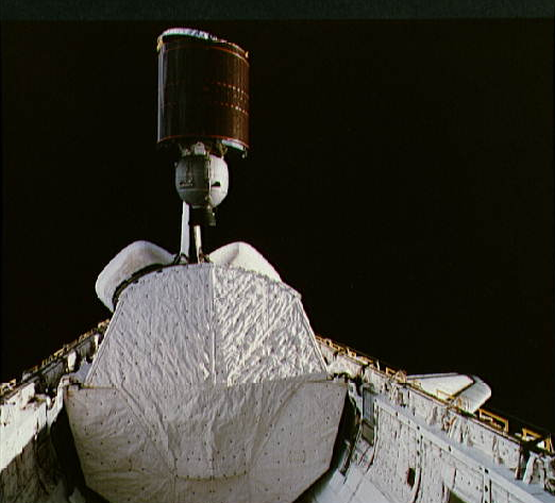
Отделение Anik C3.
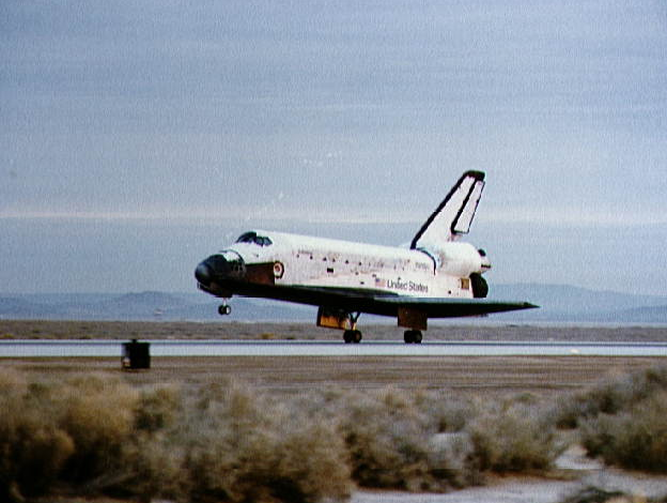
Колумбия завершает свой полёт ранним утром посадкой на взлетно-посадочной полосе 22 на базе ВВС Эдвардс.